# Strachujov
Strachujov (deutsch Strachojow, auch Strachogow) ist eine Gemeinde in Tschechien. Sie liegt elf Kilometer nördlich von Bystřice nad Pernštejnem und gehört zum Okres Žďár nad Sázavou.

## Geographie
Strachujov befindet sich am rechten Ufer der Svratka an der Einmündung des Baches Loučka. Das Dorf liegt am südöstlichen Fuße der Saarer Berge. Nordöstlich erhebt sich der Pavlův kopec (714 m), im Osten der Šípův vrch (700 m), südlich Na Vrškách (638 m) und Panský kopec (672 m) und im Westen der Loučný kopec (676 m).
Nachbarorte sind Kolonie Domky, Jimramov und Benátky im Norden, Trhonice und Ubušín im Nordosten, Zbytov und Unčín im Osten, Dalečín im Südosten, Velké Janovice im Süden, Lísek, Kolonie Marie und Míchov im Südwesten, Spalený Dvůr, Štarkov, Věcov und Jimramovské Pavlovice im Westen sowie Široké Pole und Nový Jimramov im Nordwesten.

## Geschichte
Einer Legende zufolge soll der Ort durch einen Missionar Strachota zu Ehren der Apostel Kyrill und Method angelegt worden sein.
Wahrscheinlicher ist, dass die Gründung des Dorfes durch Herren von Pernstein im Zuge der Kolonisation das Böhmisch-Mährischen Grenzwaldes Hvozd erfolgte. Bei der Besiedlung der Gebiete an der oberen Swarczawa entstanden Streitigkeiten zwischen dem Abt Stephan des Klosters Litomyšl, der den böhmischen Anteil kolonisieren ließ, und Imram von Kamen und Pernstein. Um diese zu beenden, legte Ottokar II. Přemysl 1269 in den genauen Verlauf der böhmisch-mährischen Grenze fest. In dieser Grenzurkunde wurde auch der Bach Strahwiov genannt. Dabei handelte es sich um den bei Benátky rechts in die Svratka einfließenden Trhonický potok, dessen Lauf bis 1948 die Grenze zwischen Mähren und Böhmen bildete. Aus der Benennung des Baches wird angenommen, dass sich dessen Name von einem gleichnamigen Dorf herleitet.
Erstmals urkundlich nachweisbar wurde das Dorf Strachotov im Jahre 1360, als Jimram von Pernstein dem Augustinerinnenkloster Doubravník jährlich einen Betrag von zwei Groschen aus dem Dorf zusicherte. Wilhelm I. von Pernstein überschrieb Strachotov 1390 seiner Frau Anežka. Im Urbar der Herrschaft Pernstein sind in der Zeit von 1490 bis 1500 zwei Bewohner namentlich aufgeführt. Wilhelm II. von Pernstein hob 1500 die Schankpflicht für herrschaftlichen Wein auf und befreite die Untertanen 1515 auch von der Pflicht zu unentgeltlichen Fischfuhrdiensten für die Herrschaft.
1588 verkaufte Johann von Pernstein Strachojov zusammen mit den Herrschaften Dalečín und Jimramov an Paul Katharyn von Katharn. Dieser machte zunächst die Feste Dalečín zu seinem Sitz und ließ 1593 das Schloss Jimramov errichten. Peter und Johann Katharyn von Katharn verkauften den Besitz 1603 an Wilhelm Dubský von Třebomyslice, der sie sofort an Jan Dubský von Třebomyslice weiterreichte. Neben Jimramov und Dalečín besaß Jan Dubský auch die Herrschaften Pernstein und Bistritz am Hostein. 1619 sind in den Grundbüchern für Strachojov elf Häuser verzeichnet.
Nach der Schlacht am Weißen Berg wurden 1621 die Güter des Protestanten Jan Dubský, der an der Seite der Aufständischen gekämpft hatte, konfisziert und an Stephan Schmidt von Freyhofen verkauft. Wegen Überschuldung veräußerte Schmidt seine Güter an Marie Gräfin Salm-Neuburg, die Frau des Feldmarschalls Heinrich Graf Schlick. Dieser verkaufte die Herrschaft Dalečín 1631 an Georg/Jíří Březnický von Náchod, der sie an die Herrschaft Kunstadt anschloss. Zu dieser Zeit bestand das Dorf aus neun Anwesen und einer Chaluppe. Zum Ende des Dreißigjährigen Krieges wurde die Gegend von verschiedenen Truppen heimgesucht. Noch 1666 lagen von den zehn Anwesen des Dorfes sechs wüst.
1771 bestand Strachujov aus 21 Häusern und hatte 141 Einwohner. 1790 lebten in dem Dorf 155 Menschen.
Nach der Aufhebung der Patrimonialherrschaften bildete Strachojov ab 1850 eine Gemeinde im Bezirk Neustadtl. Seit Beginn des 20. Jahrhunderts lautet der Gemeindename Strachujov. 1949 kam die Gemeinde zum Okres Bystřice nad Pernštejnem und 1961 zum Okres Žďár nad Sázavou.

## Ortsgliederung
Für die Gemeinde Strachujov sind keine Ortsteile ausgewiesen. Zu Strachujov gehört die Ansiedlung Zbytov.

## Sehenswürdigkeiten
- Gebäude in Volksbauweise